# Golf na Igrzyskach Azjatyckich 2014
Golf na Igrzyskach Azjatyckich 2014 odbywał się w Dream Park Country Club w Incheon w dniach 25–28 września 2014 roku. Stu szesnastu zawodników obojga płci rywalizowało w czterech konkurencjach.

## Podsumowanie

### Klasyfikacja medalowa
| Klasyfikacja medalowa | Klasyfikacja medalowa | Klasyfikacja medalowa | Klasyfikacja medalowa | Klasyfikacja medalowa | Klasyfikacja medalowa |
| Miejsce               | państwo               | Złoto                 | Srebro                | Brąz                  | Razem                 |
| --------------------- | --------------------- | --------------------- | --------------------- | --------------------- | --------------------- |
| 1                     | Chińskie Tajpej       | 2                     | 0                     | 1                     | 3                     |
| 2                     | Korea Południowa      | 1                     | 3                     | 0                     | 4                     |
| 3                     | Tajlandia             | 1                     | 1                     | 2                     | 4                     |
| 4                     | Chiny                 | 0                     | 0                     | 1                     | 1                     |
| Razem                 | Razem                 | 4                     | 4                     | 4                     | 12                    |

### Medaliści
| Konkurencja   | 1. miejsce                                                                | 2. miejsce                                                                     | 3. miejsce                                                                          |
| Mężczyźni     | Mężczyźni                                                                 | Mężczyźni                                                                      | Mężczyźni                                                                           |
| ------------- | ------------------------------------------------------------------------- | ------------------------------------------------------------------------------ | ----------------------------------------------------------------------------------- |
| Indywidualnie | Pan Cheng-tsung                                                           | Kim Nam-hun                                                                    | Yu Chun-an                                                                          |
| Drużynowo     | Chińskie Tajpej · Kao Teng · Pan Cheng-tsung · Wang Wei-lun · Yu Chun-an  | Korea Południowa · Kim Nam-hun · Kim Young-woong · Kong Tae-hyun · Youm Eun-ho | Tajlandia · Danthai Boonma · Kasidit Lepkurte · Tawan Phongphun · Natipong Srithong |
| Kobiety       |                                                                           |                                                                                |                                                                                     |
| Indywidualnie | Park Gyeol                                                                | Budsabakorn Sukapan                                                            | Supamas Sangchan                                                                    |
| Drużynowo     | Tajlandia · Benyapa Niphatsophon · Supamas Sangchan · Budsabakorn Sukapan | Korea Południowa · Choi Hye-jin · Lee So-young · Park Gyeol                    | Chiny · Shi Yuting · Wang Xinying · Ye Ziqi                                         |